# Christian Ritter
Pour les articles homonymes, voir Ritter.
Christian Ritter (né vers 1645-1650 et mort après 1725) est un organiste, claveciniste et compositeur allemand.

## Biographie
Il étudie la musique à Dresde et travaille à Halle à partir de 1672. De 1680 à 1682 il vit à Stockholm au service de la cour royale de Suède, en tant qu'organiste et maître de chapelle. Il revient à Dresde en 1683 mais retourne en Suède de 1688 à 1699, toujours dans les mêmes fonctions. Puis en 1700 il s'établit à Hambourg où il passe le reste de sa vie.

## Œuvres
On conserve de lui plus de vingt œuvres vocales religieuses ainsi que trois pièces pour l'orgue ou le clavecin : deux suites (do mineur (1697 ?), fa dièse mineur) et une sonatine (ré mineur) pour le clavecin (manuscrit Möller).
Les sources de ces trois pièces sont à Leipzig (Leipziger Städtische Bibliotheken, Musikbibliothek) et à Berlin (Staatsbibliothek zu Berlin Preussischer Kulturbesitz).